# Kazuhiko Shingyoji
Kazuhiko Shingyoji (眞行寺 和彦 Shingyoji Kazuhiko?), född 5 februari 1986 i Tokyo prefektur, är en japansk före detta fotbollsspelare.
Shingyoji började sin karriär 2004 i Mito HollyHock. Han spelade 100 ligamatcher för klubben. 2009 flyttade han till TDK (Blaublitz Akita). Han avslutade karriären 2011.